# Mychajlo Ochendowskyj

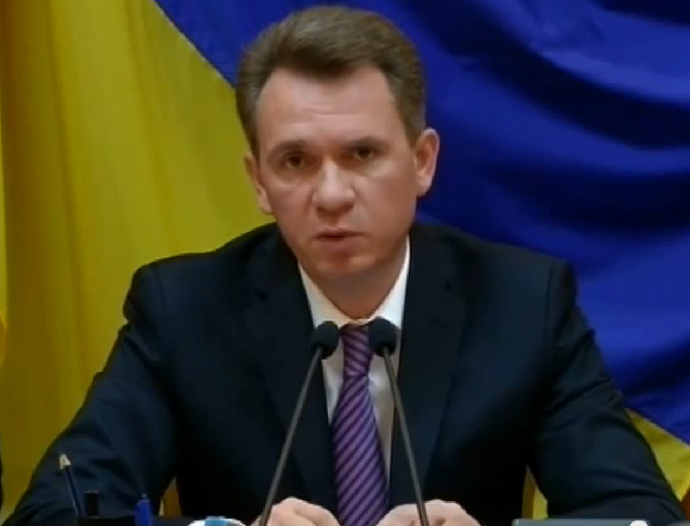
Mychajlo Ochendowskyj November 2014

Mychajlo Wolodymyrowytsch Ochendowskyj (* 27. Oktober 1973 in Dubăsari, Moldawien) war als Vorsitzender der Zentralen Wahlkommission der Ukraine Behördenleiter einer obersten nationalen Behörde der Ukraine.
Im Jahr 1997 schloss Ochendowskyj sein Studium in Völkerrecht am Institut für internationale Beziehungen der Taras-Schewtschenko-Universität in Kiew mit Auszeichnung ab. Seit 1991 arbeitete er in verschiedenen juristischen Funktionen, unter anderem als Leiter der Rechtsabteilung und Vizepräsident der Nationalen Fernsehgesellschaft der Ukraine.
Am 17. Februar 2004 wurde er von der Werchowna Rada zum Mitglied der Zentralen Wahlkommission gewählt und am 6. Juli 2013 wurde er, in Nachfolge von Wolodymyr Schapowal, Vorsitzender der Kommission.
Er ist Mitglied des ukrainischen Verbandes für Völkerrecht und bekam am 25. Juni 2010 den Titel „Verdienter Jurist der Ukraine“ verliehen. Ochendowskyj ist verheiratet und hat drei Töchter.
Am 27. Juni 2015 erhielt Ochendowskyj den Orden des Fürsten Jaroslaw des Weisen 5. Klasse, was zu heftigen Reaktionen bei Politikern und in der Öffentlichkeit führte. Am 20. September 2018 wurde er als Leiter der Zentralen Wahlkommission entlassen.